# Molenii

Crucea răstignirii încadrată de molenii pe iconostasul bisericii de lemn din Ersig, Caraș-Severin, 1767.

Moleniile sunt două icoane plasate la picioarele Sfintei Cruci, care încununează catapetesmele bisericilor ortodoxe cu începere din secolul al XV-lea. Pictate de obicei pe panouri independente, moleniile figurează la dreapta icoana Maicii Domnului iar la stânga o icoană ce-l reprezintă pe Sfântul Evanghelist Ioan. Personajele sunt figurate fie întregi în picioare fie bust. Termenul molenii este de origine slavă și nu are corespondent în limbile occidentale. La singular, termenul molenie înseamnă „rugăciune” în limba slavonă.